# Движение за автономию Эльзаса
Движение за автономию Эльзаса (фр. Mouvement autonomiste alsacien, алем. нем. D'Elsässischa Salbschtstandikaitbewegùng, нем. Elsässer Bewegung für Autonomie) — культурное, идеологическое и политическое регионалистское движение за большую автономию или полную независимость Эльзаса.
Его цели обычно включают в себя противодействие централистским территориальным, политическим и правовым претензиям со стороны Франции («политика якобинцев»), включая противодействие созданию нового французского региона Гранд-Эст с 1 января 2016 года, и пангерманизм по отношению Германии; или обе эти причины повышенной активности со стороны движения. Наряду с этим оно в целом поддерживает региональную децентрализацию, включая политическую и финансовую автономию Эльзаса, поощрение защиты его культуры, истории, традиций и двуязычия по отношению к эльзасскому языку. Лозунг, который иногда встречался в протестах XXI века, звучит как «Elsass frei» («Свободный Эльзас»).
Несколько массовых акций протеста прошли в общественных местах помимо Эльзаса в оппозиции к созданию французского региона Гранд-Эст, после ратификации данного решения 1 января 2016 года. Кроме того, было создано несколько эльзасских организаций и политических партий для содействия делу, в частности Эльзас-д’Аборд и Наша земля.
Движение за большую автономию Эльзаса частично существует параллельно с алеманнским сепаратизмом, возникшим в эпоху Наполеона (около 1805—1815) и частично возрожденным как после Первой мировой войны (1919), так и после Второй мировой войны (1946—1952).

## История

### Предпосылки

Герб Эльзаса, включающий Верхний Рейн и Нижний Рейн

Из-за экспансионистской доктрины Франции со времен Людовика XIV Эльзас претерпел множество изменений за всю европейскую историю.
На протяжении веков многие деятели и организации вносили свой вклад в дело борьбы против французской централизации, способствуя различным тенденциям к автономии или даже независимости для региона, как в общественной, так и в политической форме движения за свои права.
Различные автономистские и сепаратистские движения в Эльзасе получили поддержку во всем политическом спектре, включая левые, центристские и правые организации, объединяющие различные политические идеологии.

### Вторая мировая война

Современное расположение Эльзаса на территории Франции

Появление на карте Европы нацистской Германии и последующая аннексия ею Эльзас-Лотарингии во время Второй мировой войны создали новую критическую ситуацию для многих эльзасцев, в том числе для многих жителей городов. Тем не менее, некоторые сторонники автономии для Эльзаса рассматривали новый режим как шанс восстановить права на культуру и автономию эльзасцев, ранее ущемлявшихся французским правительством. В то время как немногие фактически поддержали антисемитизм или авторитарный режим, несколько эльзасских автономистов были впоследствии обвинены в сотрудничестве с нацистскими чиновниками после войны, некоторые из которых были допрошены, заключены в тюрьмы и даже казнены:
- Традиционное распространение эльзасского языка на Верхнем Рейне, его немецкого или алеманнского диалектов в XIX и XX векахФриц Шпизер (1902-1987)
- Поль Шалль (1898-1981)
- Жозеф Билгер (1905-1975)
- Марсель Штюрмель (1900-1972)
- Камиль Далет (1883-1963)
- Жозеф Россе (1892–1951)
- Жан-Пьер Морер (1897-1947)
- Карл Хьюбер (1883-1943)
- Карл Роос (1878-1940)
- Эжен Риклин (1862–1935)

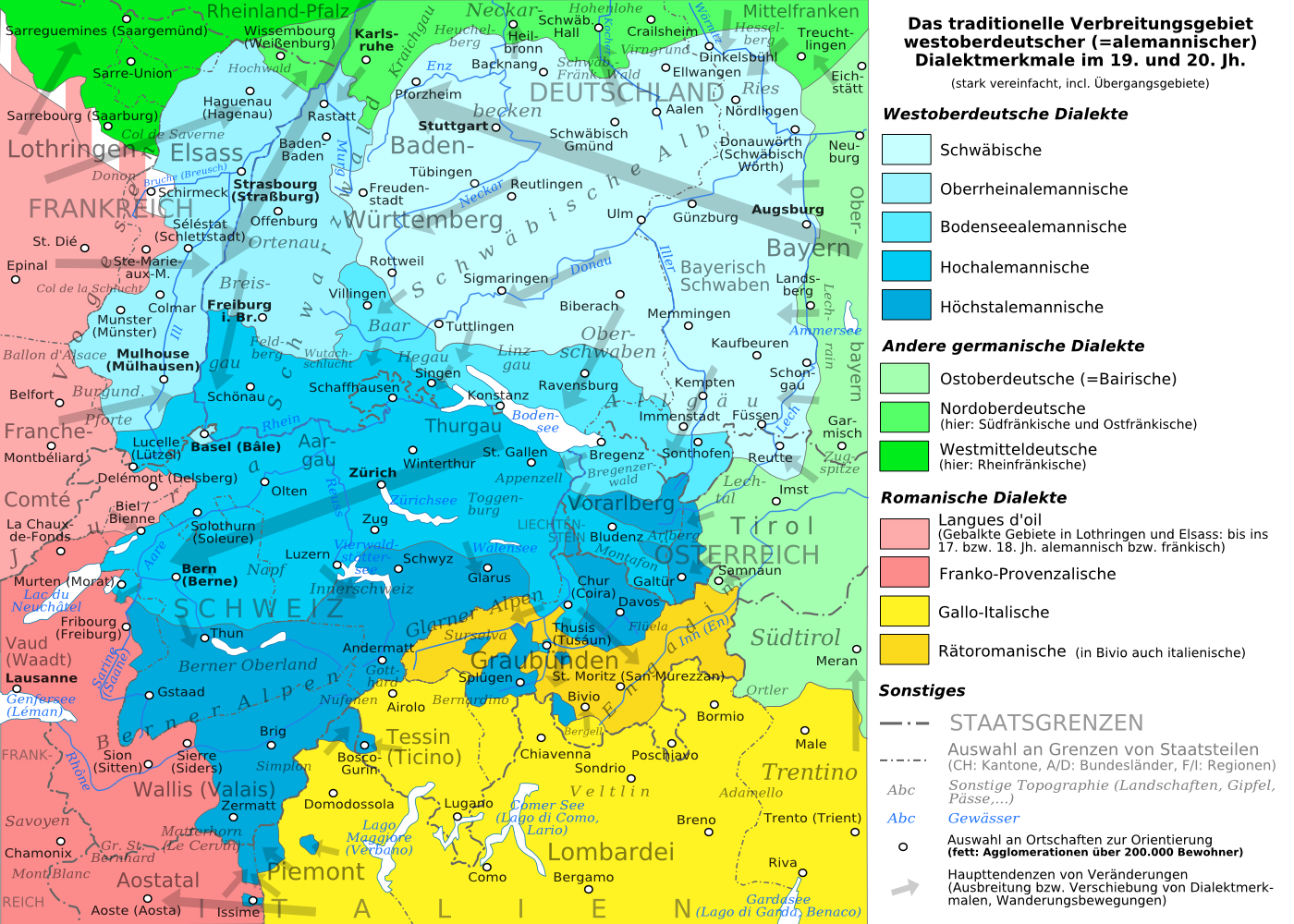
Традиционное распространение эльзасского языка на Верхнем Рейне, его немецкого или алеманнского диалектов в XIX и XX веках

После войны группы нанцигцев и черных волков до сих пор остаются одними из самых заметных в борьбе за права Эльзаса.
Однако другие эльзасцы были убежденными противниками нацистской оккупации, такие как художник Жан-Жак Вальц.

## После присоединения к Франции

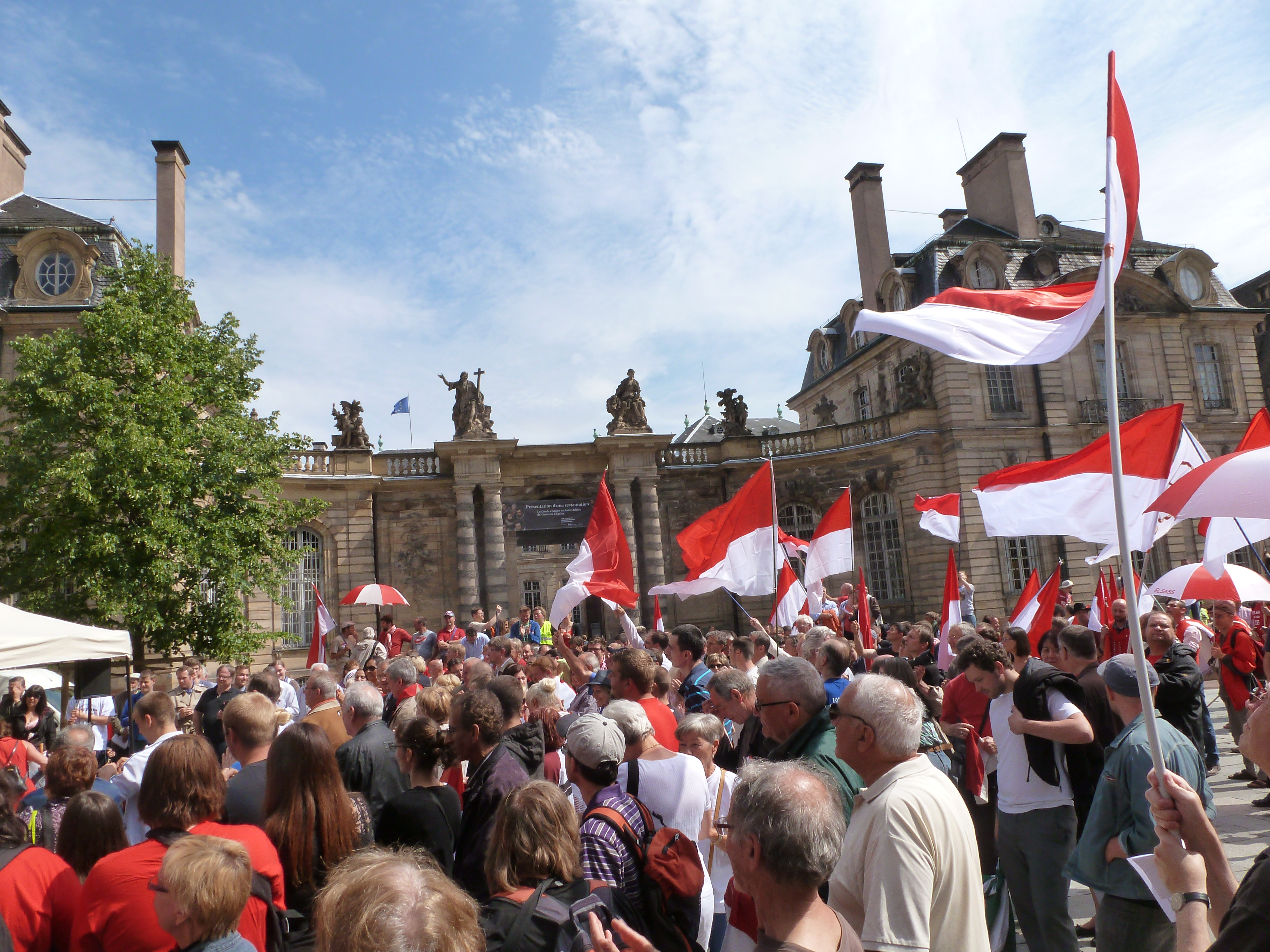
Протесты против создания нового французского региона Гранд-Эст

В современном Эльзасе политическая партия Unser Land (Наша земля), образованная в 2009 году после слияния Union du peuple alsacien и Fer's Elsass, представляет собой наиболее заметную нынешнюю политическую партию, связанную с продвижением большей автономии Эльзаса. Эльзас д'Аборд — еще одна, более мелкая организация.

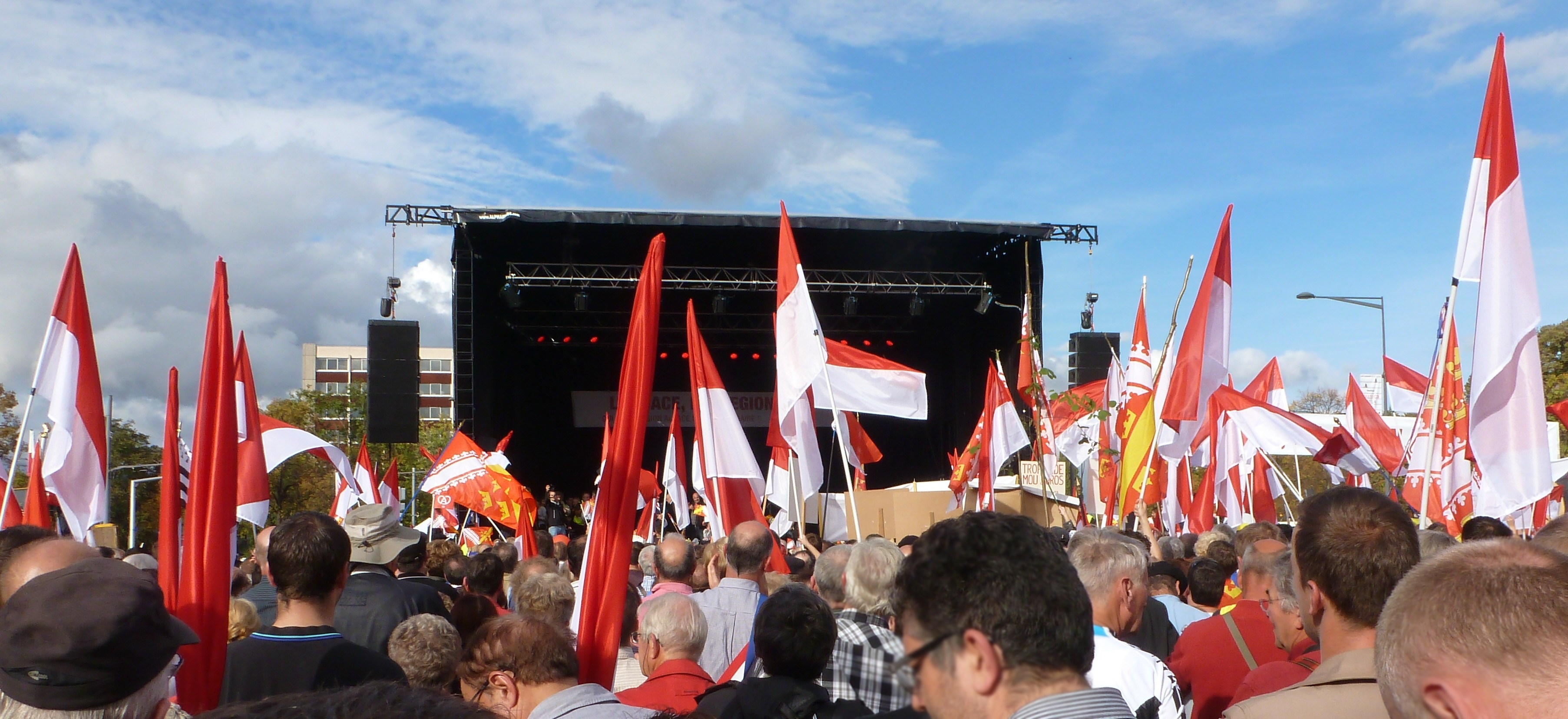

### Политические партии

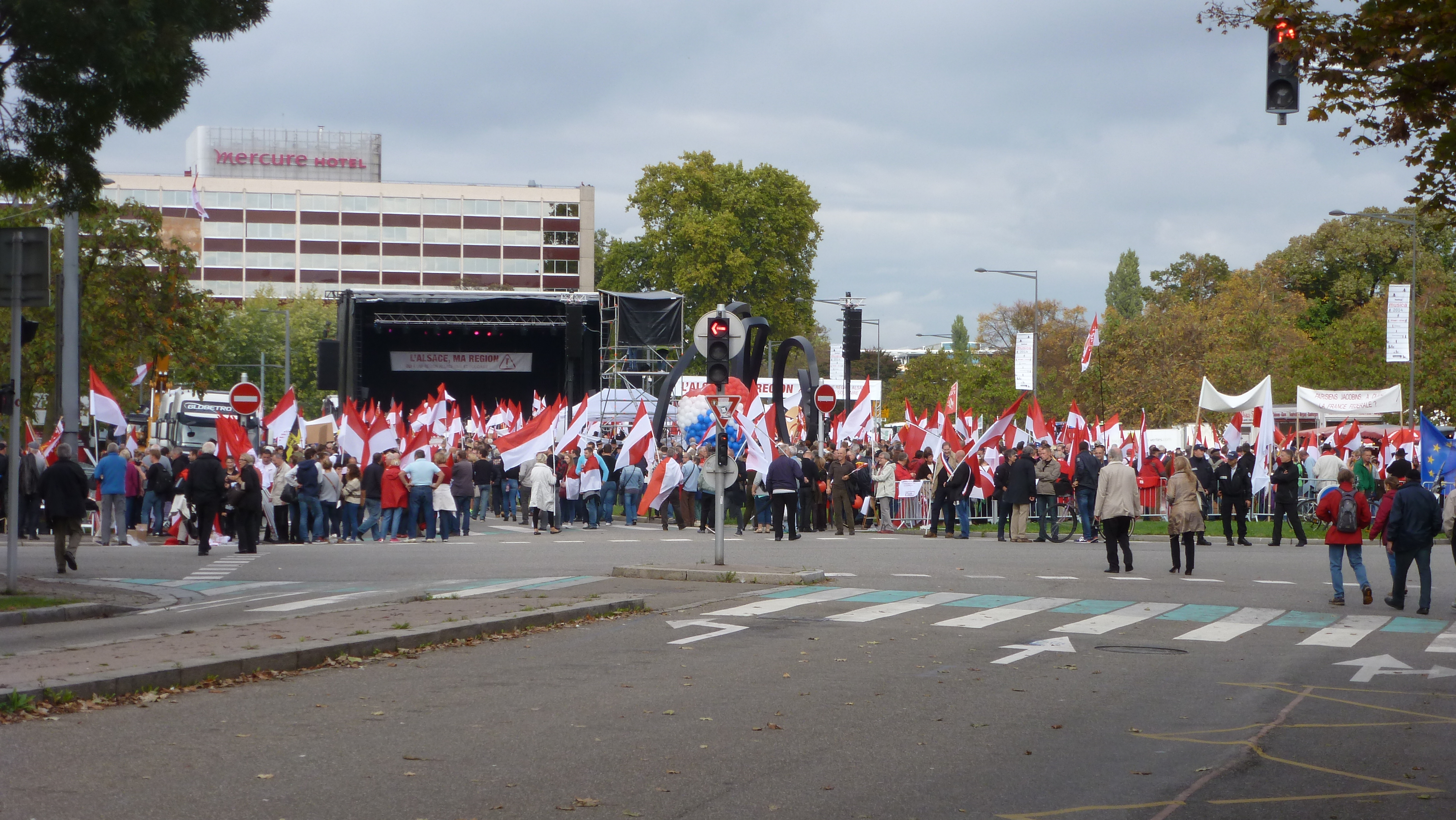

- Эльзас д'Аборд
  - Роберт Шпилер (род. 1951)
  - Жак Кордоннье (род. 1950)
- Эльзасский культурный фронт
  - Андре Векманн (1924-2012)
  - Андрия Бухманн (род. 1956)

### Организации
- Эльзасская солидарность

### Прочие активисты
- Пьер Зинд (1923-1988)

### Потеря статуса региона
Несмотря на многочисленные протесты, новый французский регион Гранд-Эст был создан и ратифицирован 1 января 2016 года.

## Галерея

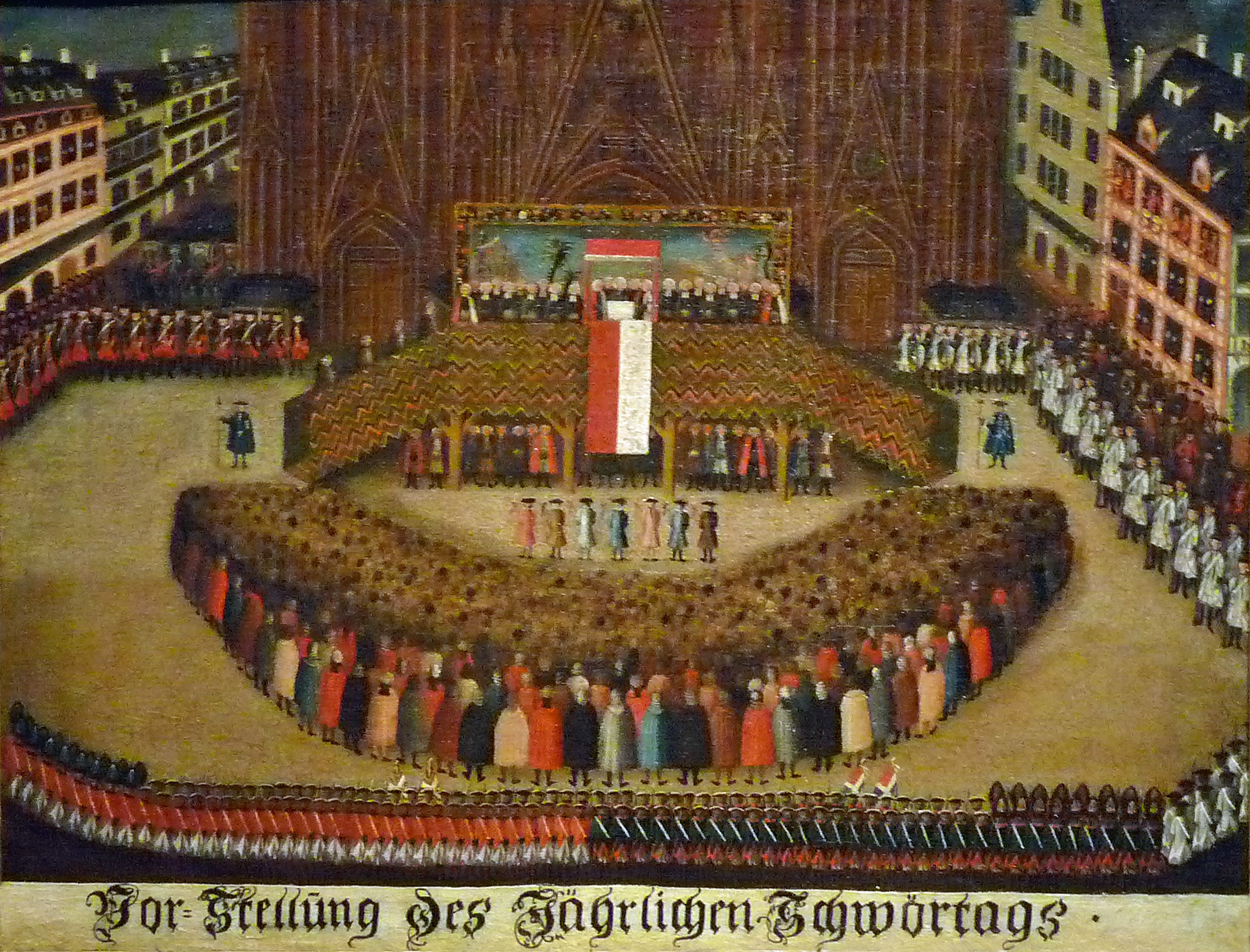
Картина, посвященная Швоертагской церемонии (около 1785 года), Исторический музей Страсбурга
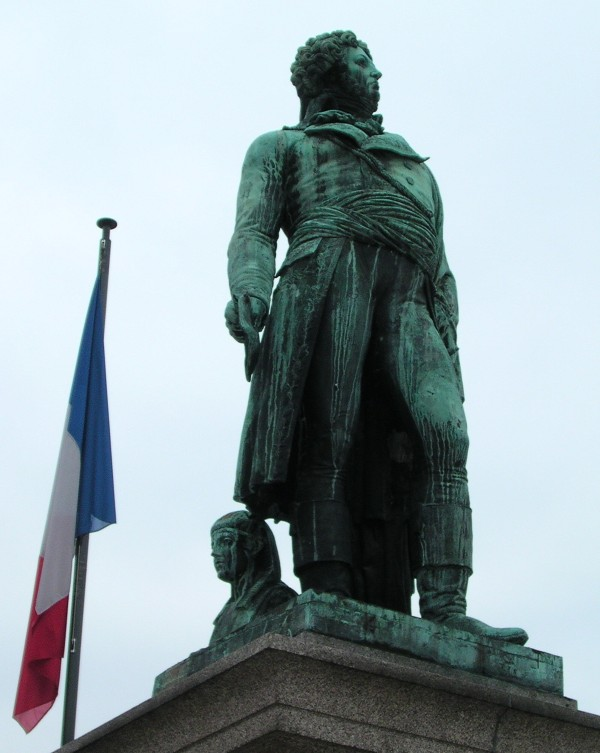
Статуя генерала Жана-Батиста Клебера (1753–1800) на площади Клебер, Страсбург, воздвигнутая в 1838 году. Клебер, родившийся у в семье строителя в Страсбурге, несомненно, стал одним из величайших генералов французских революционных войн; второй командующий французской экспедиционной армией после Наполеона перед смертью в Каире, Египет
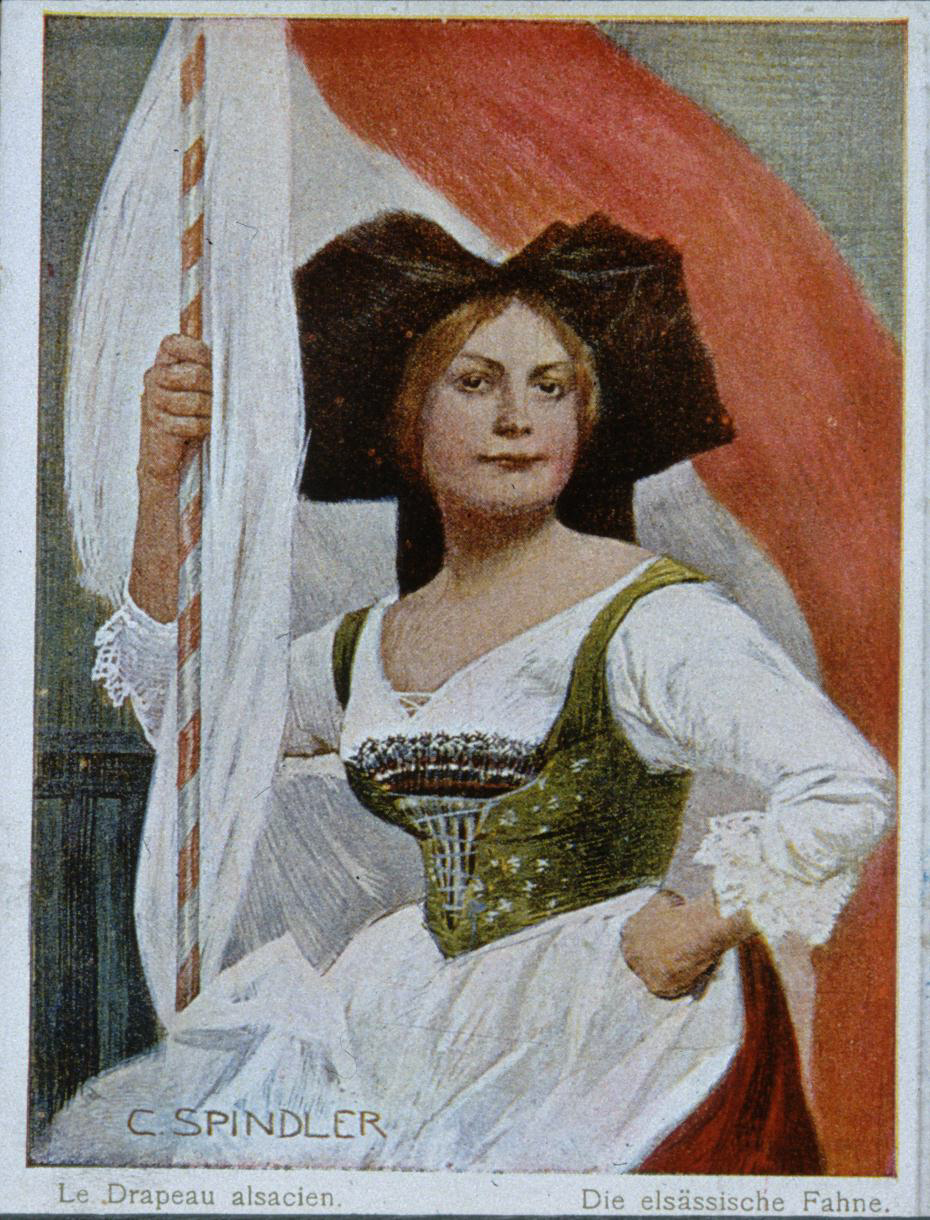
Флаг Эльзаса на иллюстрации Карла Шпиндлера
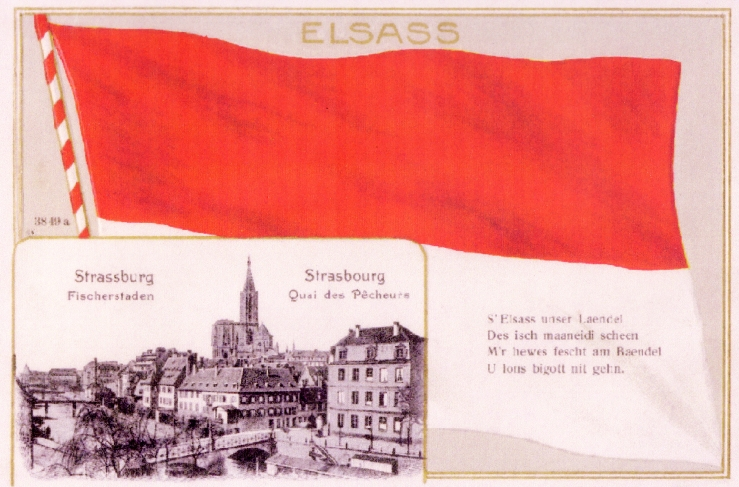
Двуязычная открытка
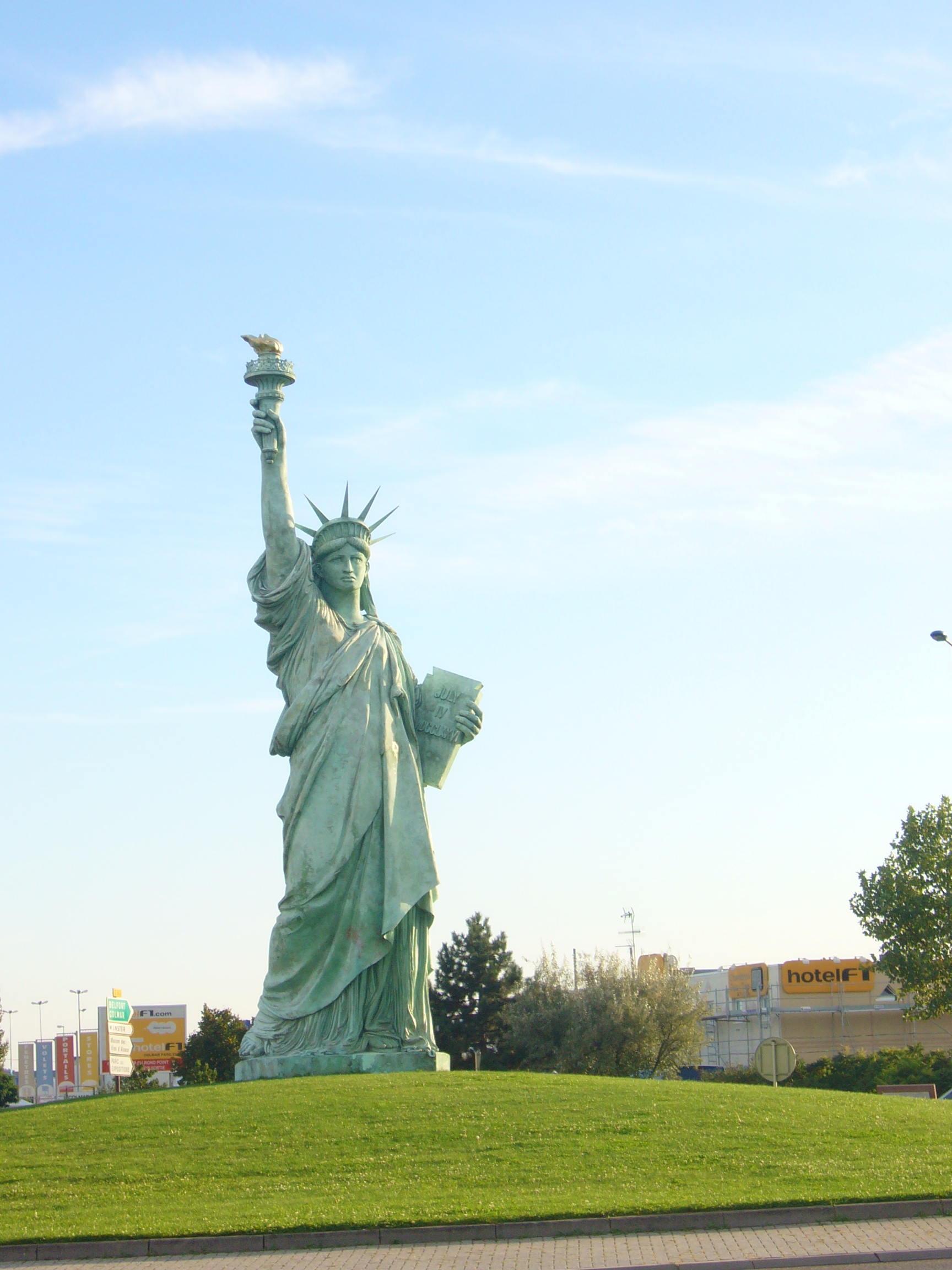
Копия Статуи Свободы в Кольмаре, родном городе ее скульптора Фредерика Огюста Бартольди, стала заметным местом собрания протестов против создания нового французского региона Гранд-Эст
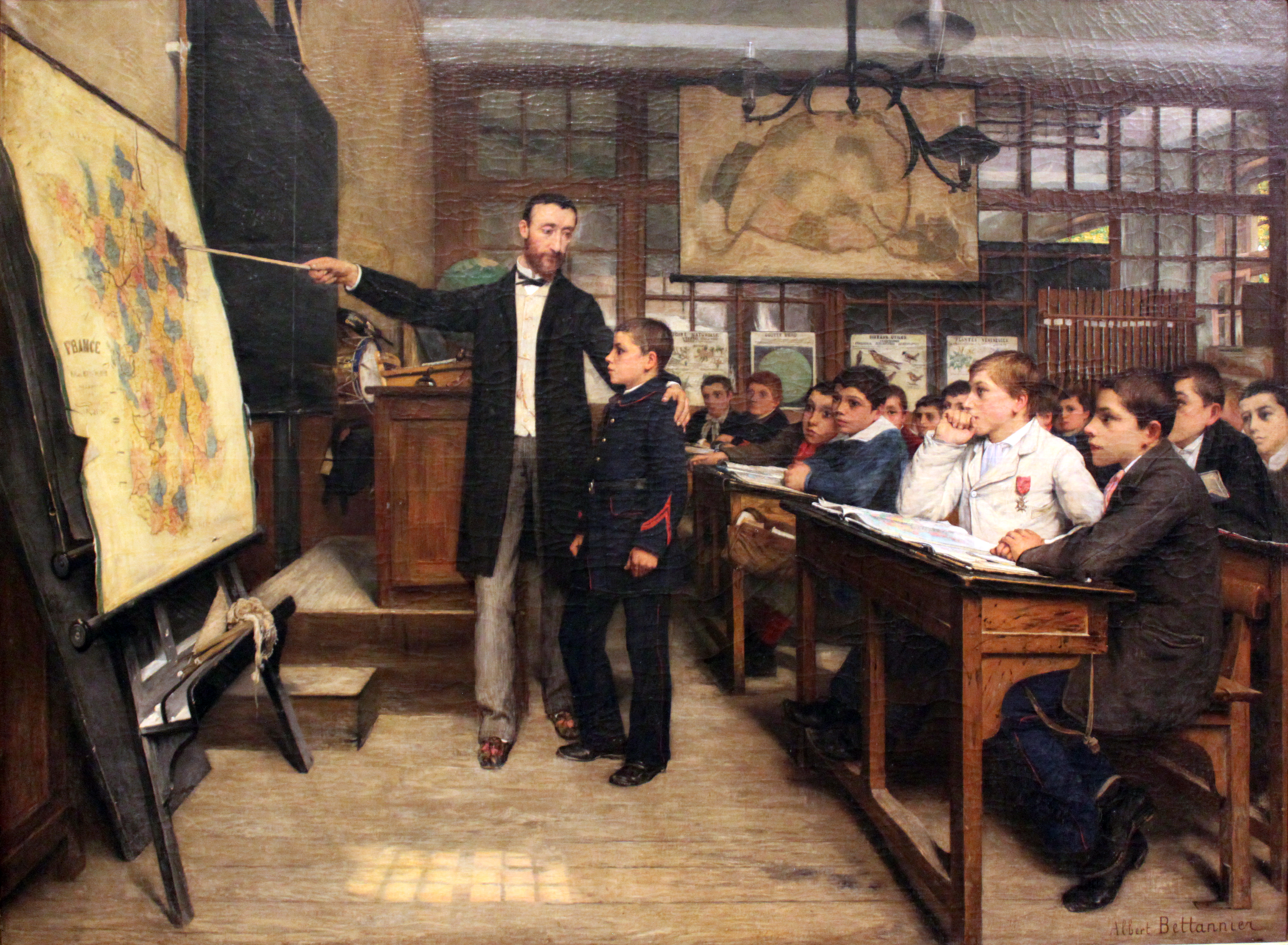
Эльзас был объектом многих конфликтов. Картина 1887 года, изображающая ребенка, которого учат о «потерянной» провинции Эльзас-Лотарингия после франко-прусской войны, которая изображена черным цветом на карте Франции
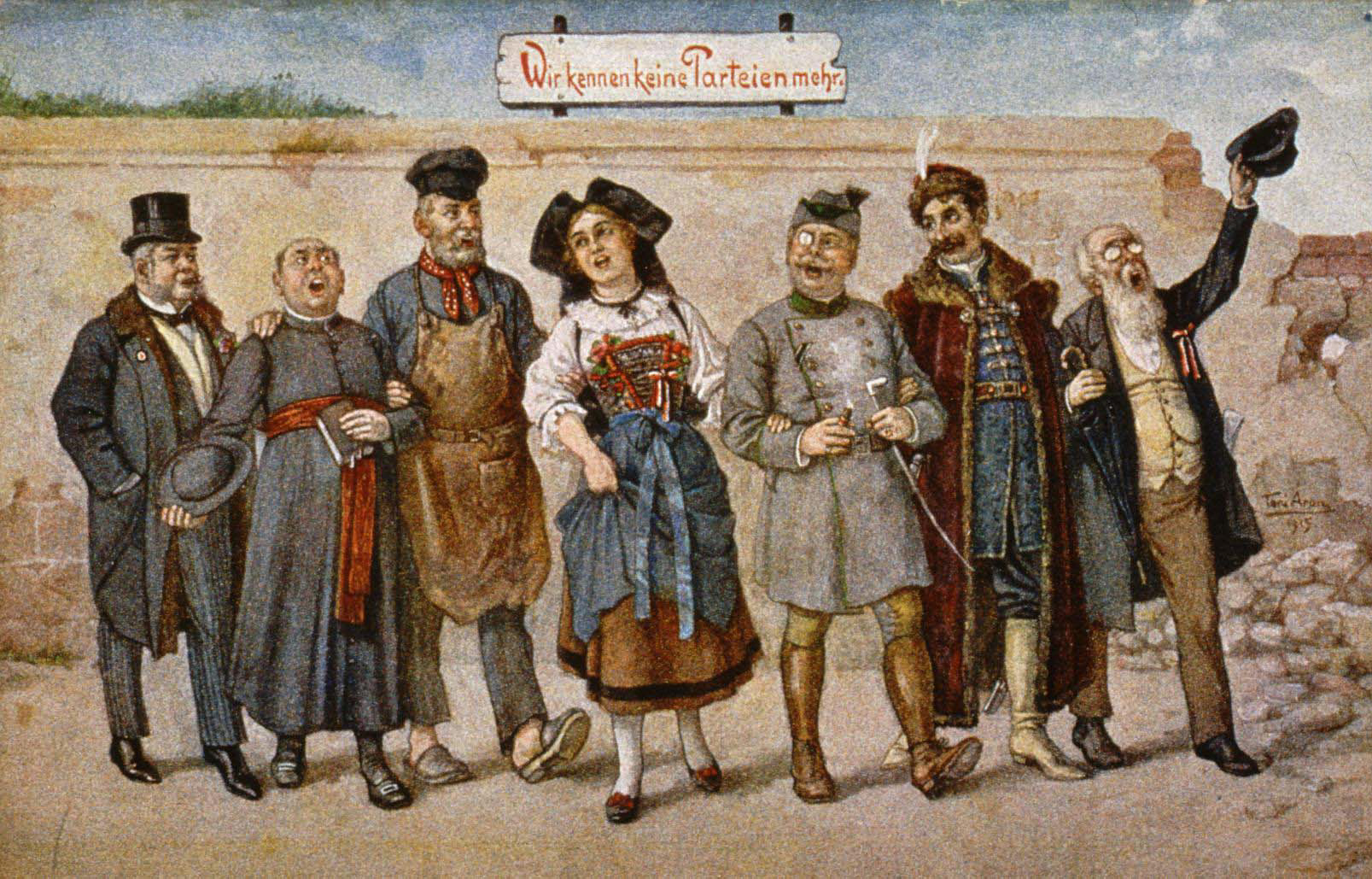
Эльзасская почтовая открытка времен Первой мировой войны (1914-1918): «Wir kennen keine Parteien mehr» («Мы больше не знаем никаких партий»)
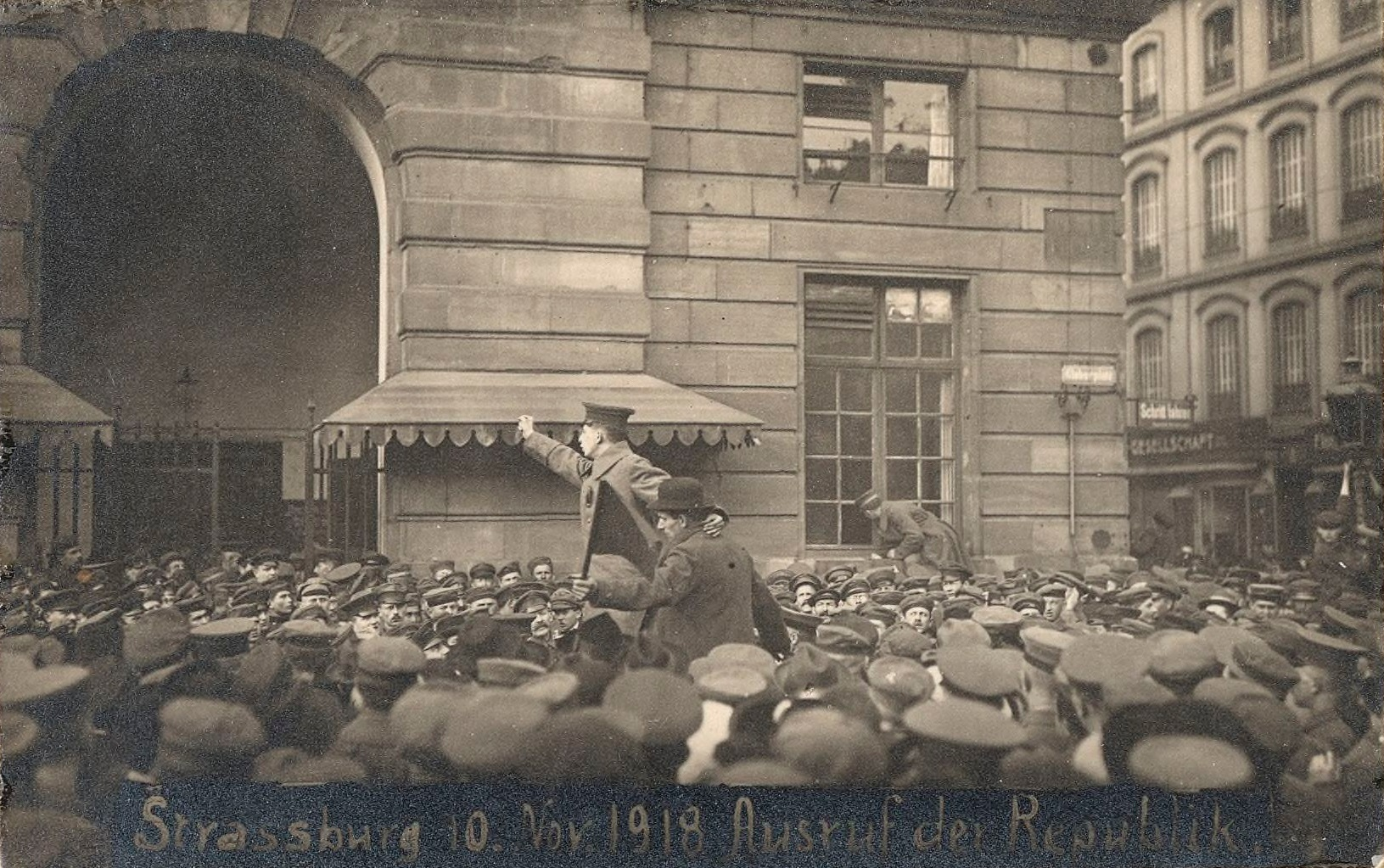
Ausruf der Republik — провозглашение Республики Эльзас 10 ноября 1918 года на площади Клебер в Страсбурге во время бурного ноября 1918 года в Эльзас-Лотарингии
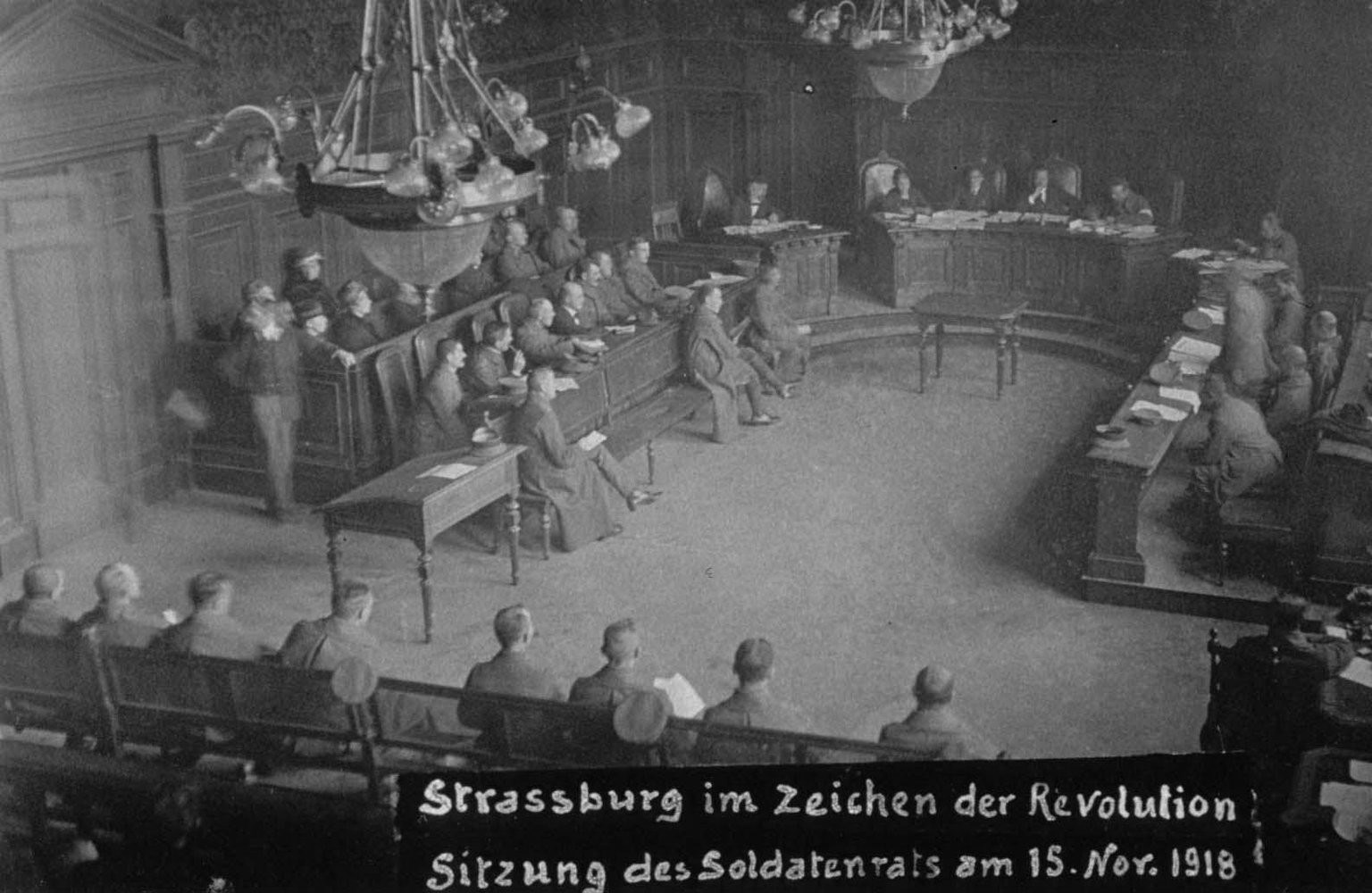
Военный совет в Страсбурге, 15 ноября 1918 года
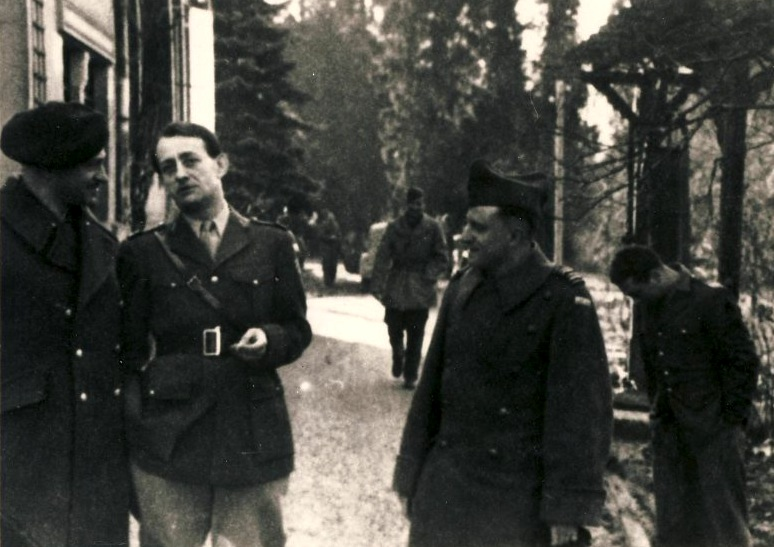
Андре Мальро (зима 1944-1945) в качестве командира независимой бригады Эльзас-Лотарингии (Франция), которая сражалась вместе с регулярными войсками французской армии во Второй мировой войне
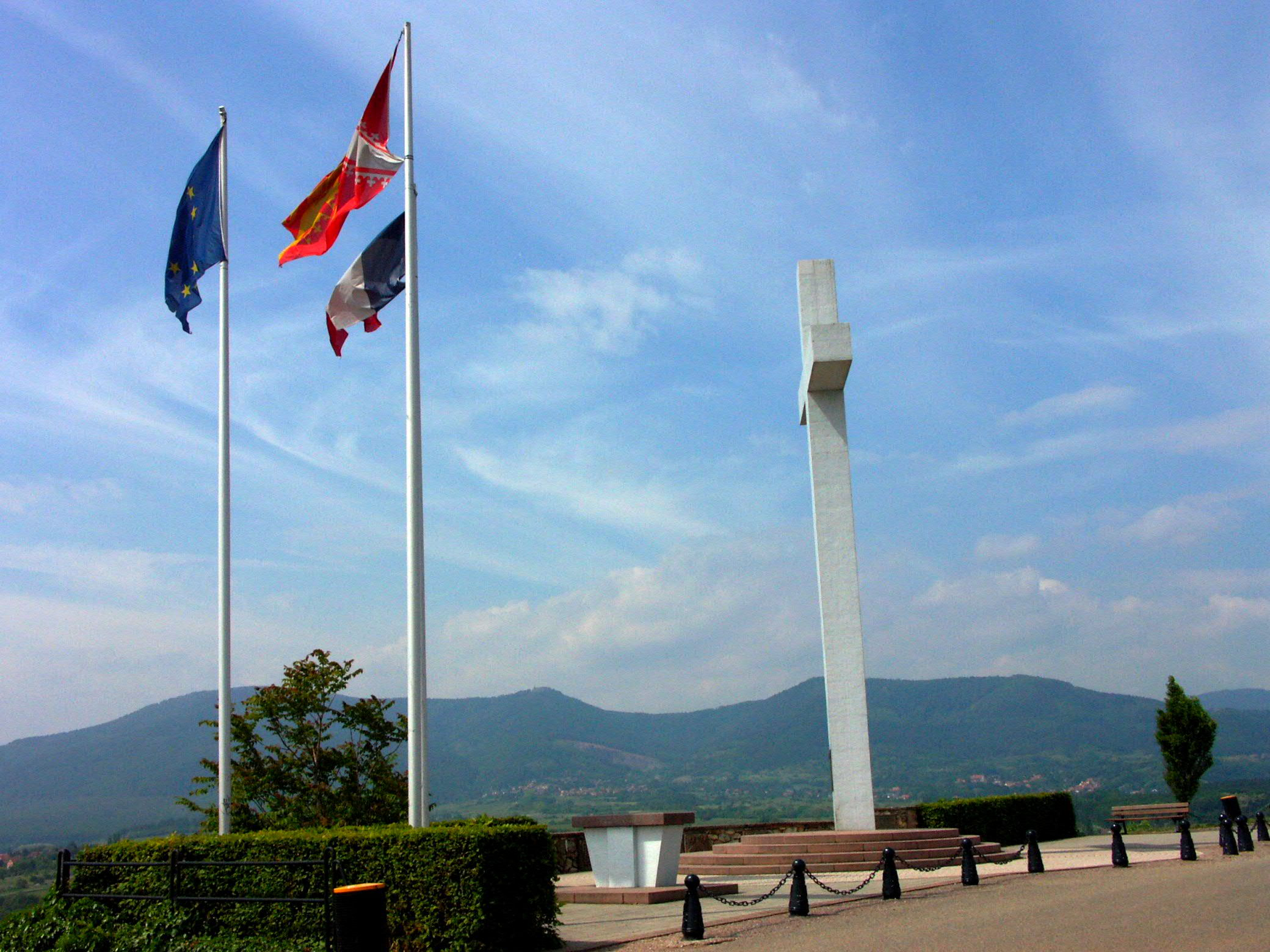
Памятник в Оберне, Нижний Рейн, посвященный Malgré-nous («Против нашей воли»), солдатам, которых насильно призывали в немецкий вермахт или войска СС во время Второй мировой войны
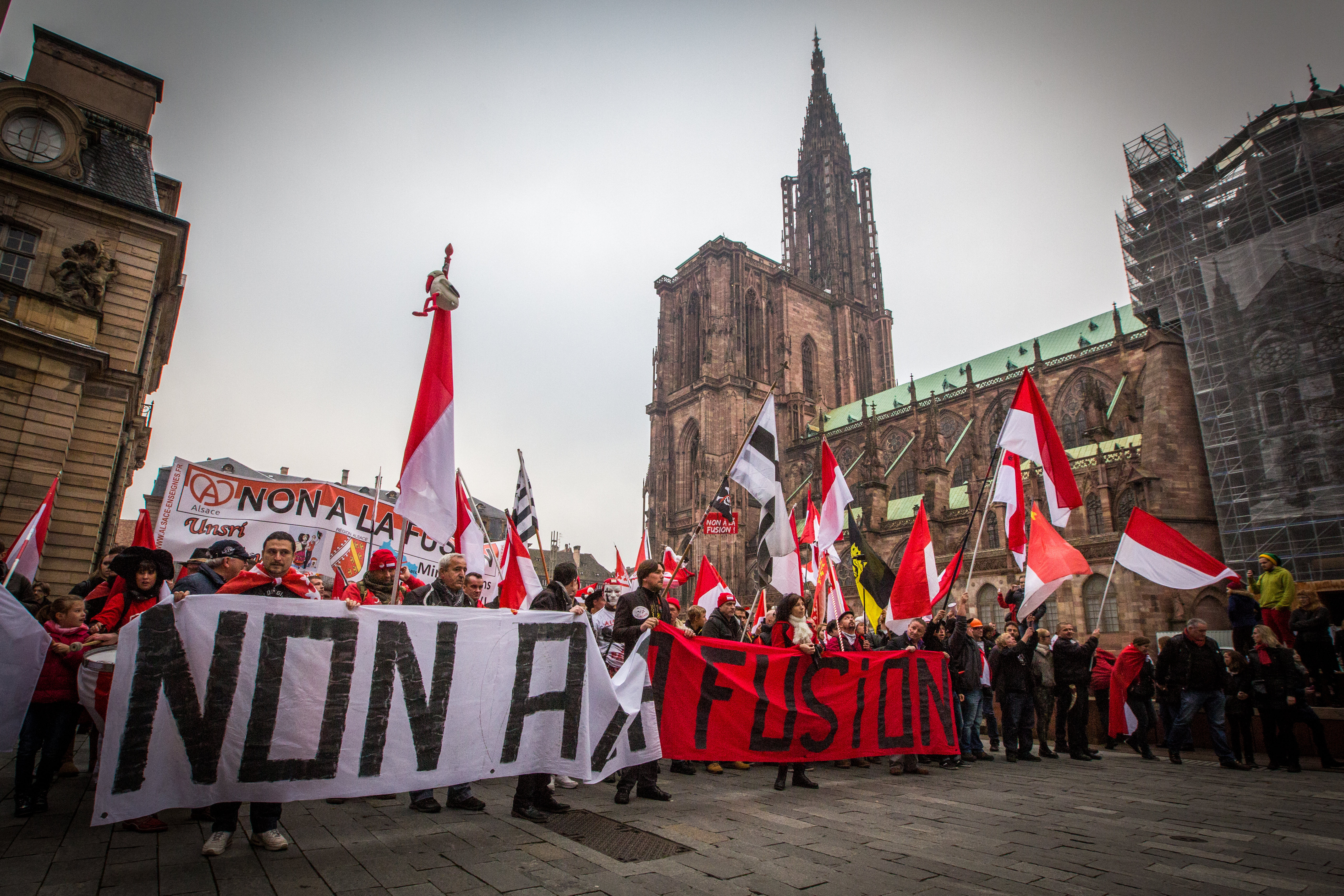
Протестующие держат плакат с надписью «Нет объединению» (Non a la fusion) во время демонстрации в ноябре 2014 года в Страсбурге против образования региона Гранд-Эст